# Тонконіг стиснутий
{{#ifeq:0|0|{{#if:|{{#if:Poacompressa|[[]}}|}}}}
Тонконіг стиснутий (Poa compressa L.) — вид рослин з роду тонконіг (Poa) родини тонконогових (Poaceae).

## Загальна біоморфологічна характеристика

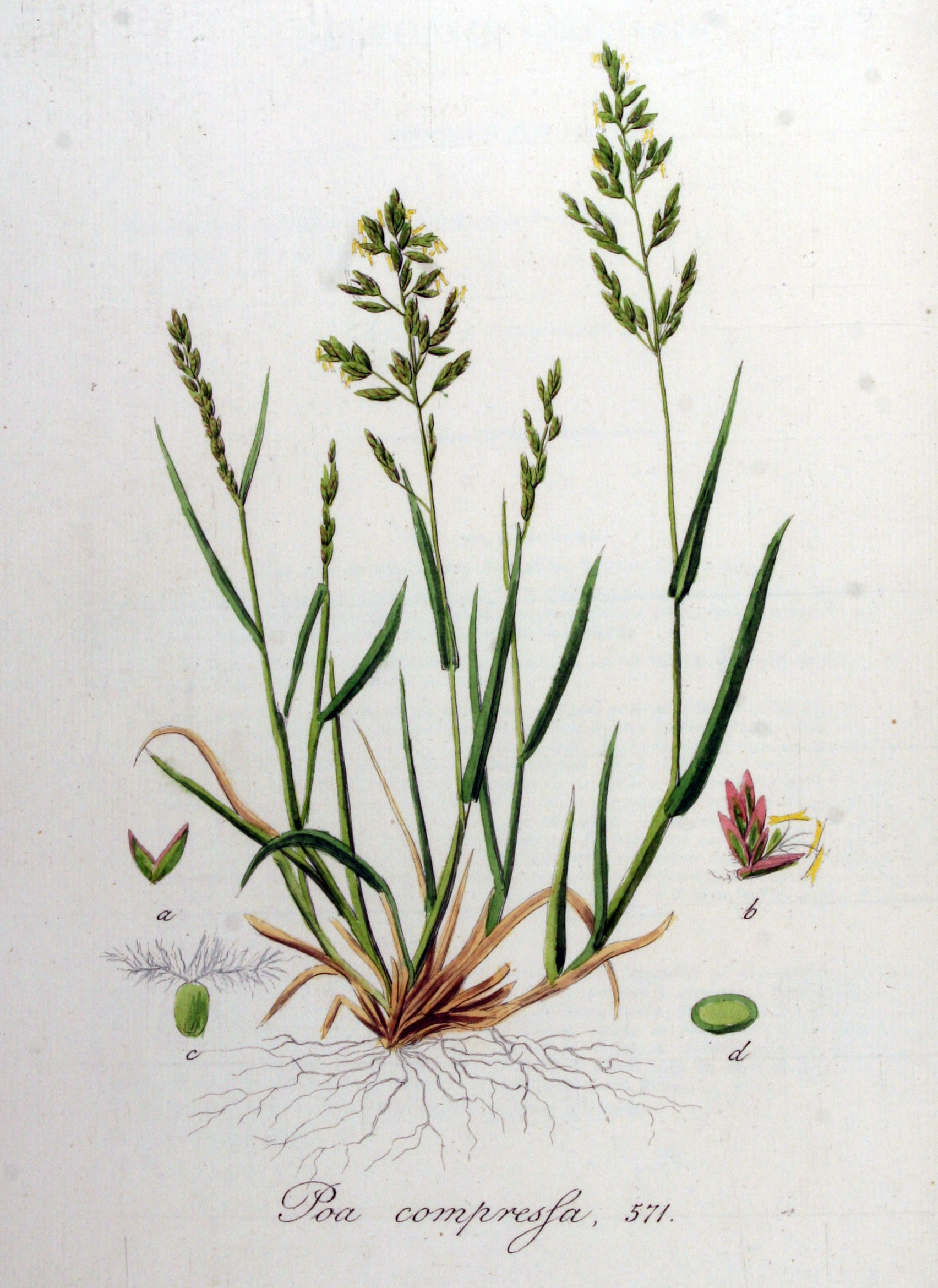
Ілюстрація тонконога стиснутого у книзі Яна Копса «Flora Batava», Volume 8 (1844)

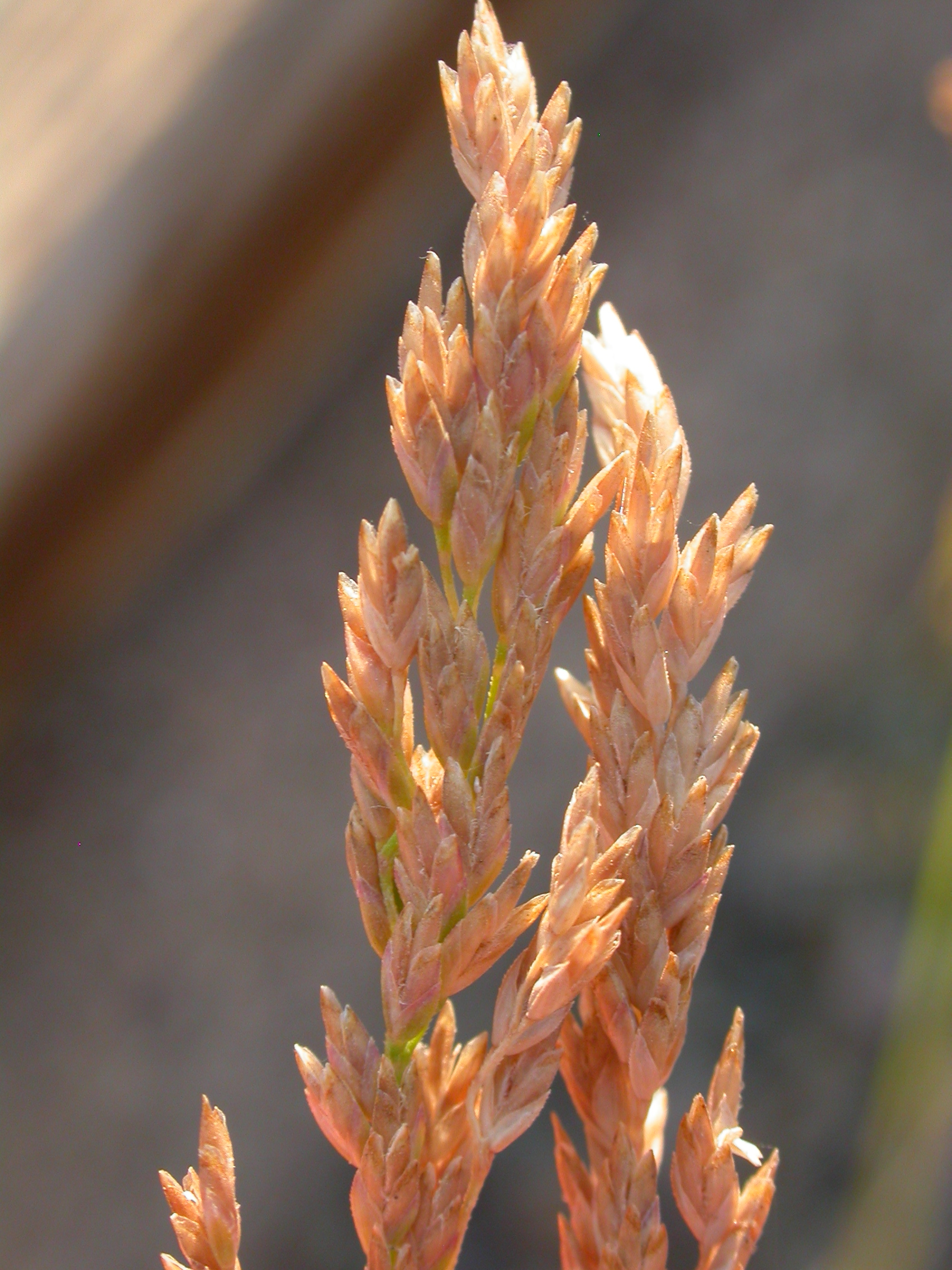
Колос тонконога стиснутого

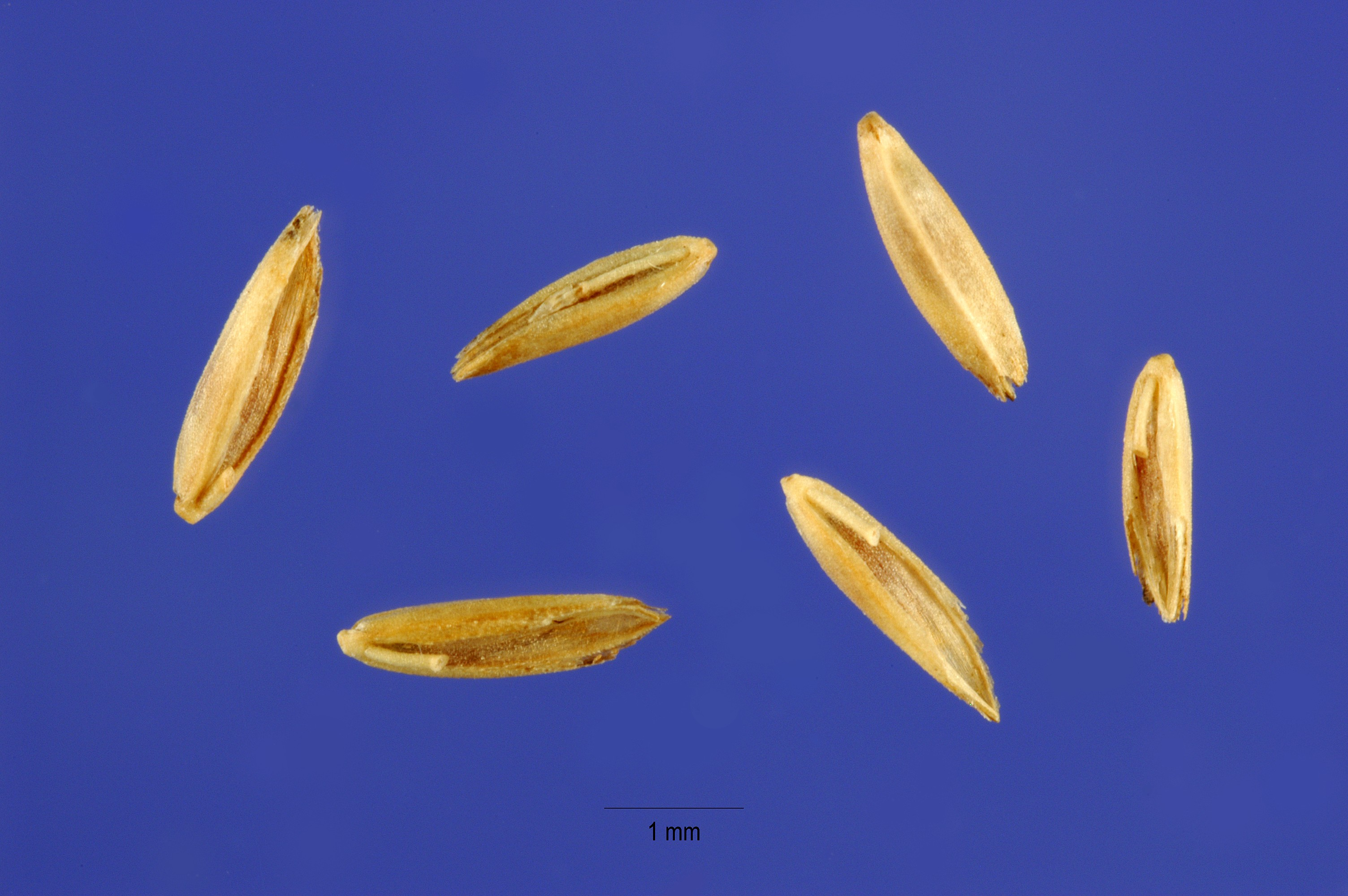
Насіння тонконога стиснутого

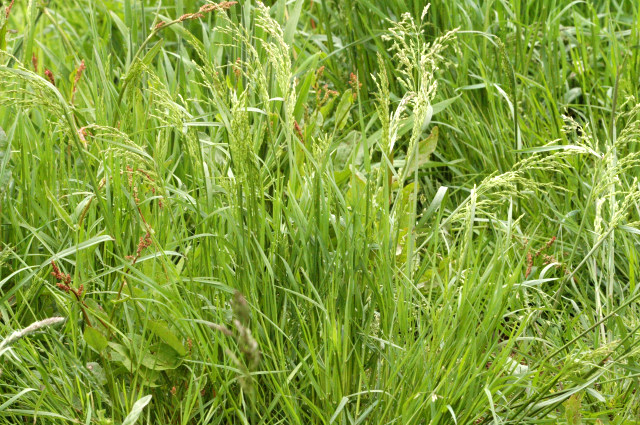
Тонконіг стиснутий у Високих Арденах, Бельгія

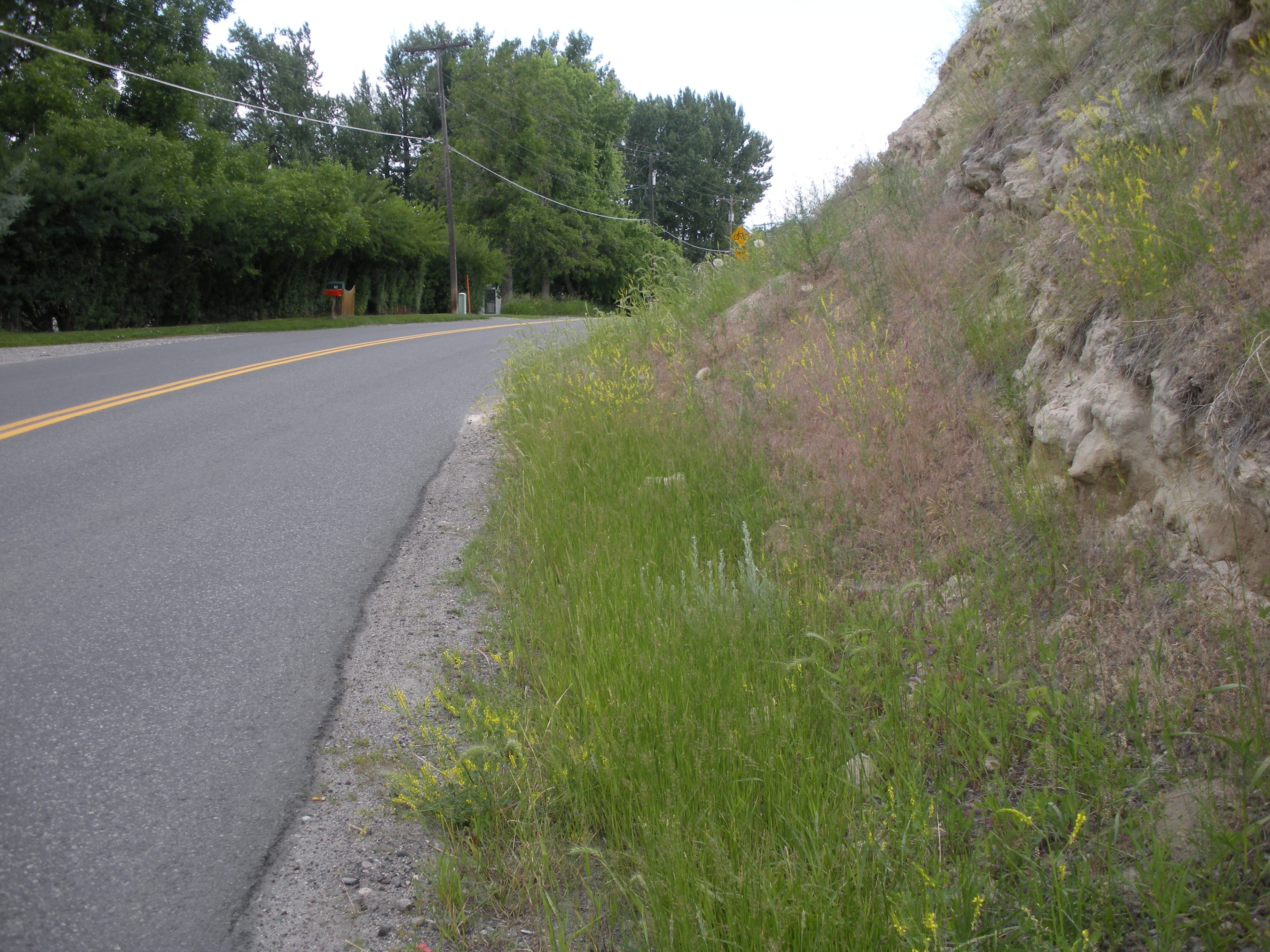
Тонконіг стиснутий на узбіччі дороги в штаті Монтана, США

Багаторічні трав'янисті низові злакові рослини 10,0-40,0 см заввишки з довгими повзучими кореневищами. Стебла сплюснуті, гладкі, з двома тупими ребрами. Піхви листя кілеваті. Листя сіро-зелені. Волоть 2,0-3,0 см завдовжки, слаборозкидиста, з шорохуватими гілочками. Колоски до 4 мм завдовжки; колоскові луски однакові. Нижня квіткова луска з неясним жилкуванням, гола, тільки по кілю і бічним жилкам слабоопушена, з небагатьма сполучними волокнами або майже без них. Пучок довгих звивистих волосків на калусі слабо розвинений. Факультативний перехресник. Період цвітіння і плодоношення — червень-серпень.
Число хромосом — 2n = 14, 35, 42.

## Поширення

### Природнийареал
- Африка
  - Північна Африка: Алжир; Марокко
- Азія
  - Західна Азія: Кіпр; Ліван; Сирія; Туреччина
  - Кавказ: Вірменія; Азербайджан; Грузія; Російська Федерація — Передкавказзя, Дагестан
- Європа
  - Північна Європа: Данія; Фінляндія; Норвегія; Швеція; Велика Британія
  - Середня Європа: Австрія; Бельгія; Чехія; Німеччина; Угорщина; Нідерланди; Польща; Словаччина; Швейцарія
  - Східна Європа: Білорусь; Естонія; Латвія; Литва; Молдова; Російська Федерація — європейська частина; Україна (вкл. Крим)
  - Південно-Східна Європа: Албанія; Болгарія; Хорватія; Греція; Італія (вкл. Сардинія, Сицилія); Румунія; Сербія; Словенія
  - Південно-Західна Європа: Франція (вкл. Корсика); Іспанія

### Натуралізація
- Австралія
  - Австралія
  - Нова Зеландія
- Північна Америка
- Мексика
- Тихий океан
  - Північно-центральна частина Тихого океану: США — Гаваї
- Південна Америка
  - Аргентина; Чилі

В деяких місцях також культивується.

## Екологія
Росте на кам'янистих і піщаних схилах, на мулисто-піщаних наносах і на пісках біля моря, на луках поблизу джерел, у доріг, як бур'ян в парках, на межах, покладах.

## Господарське значення
Невибаглива пасовищна рослина, в культурі добре розмножується вегетативно і насінням. Цінна кормова рослина, що поїдаїтьсяє усіма видами сільськогосподарських тварин. Вважається перспективним видом для виведення сортів з метою створення довголітніх пасовищ для різних регіонів. Придатний для закріплення ґрунтів і створення газонів.